# رينيه تروست
رينيه تروست (بالهولندية: René Trost)‏ هو لاعب كرة قدم ومدرب كرة قدم هولندي في مركز الدفاع، ولد في 31 يناير 1965 في كيركراده في هولندا. لعب مع رودا كيركراده وفي في في فينلو.